# Єрмак Максим Юрійович
Максим Юрійович Єрмак (нар. 11 листопада 1976, Краснодарський край, СРСР) — український та російський футболіст, нападник.

## Клубна кар'єра
Вихованець харківської ДЮСШ-13, де його першим тренером був Сергій Леонідович Усенко, після школи трохи пограв у міні-футбол в харківському клубі «Інга», але швидко усвідомив, що це не його вид спорту. Професійну кар'єру розпочав у 1996 році в донецькому «Металурзі», проте за основну команду жодного разу не зіграв, виступав тільки в 1997 році за «Металург-2», в складі якого провів 12 матчів і забив 2 м'ячі в лізі, і ще зіграв 1 матч у Кубку України. У 1998 році перейшов у «Ниву» з міста Вінниці, де виступав півроку, провівши за цей час 13 матчів і забивши 1 м'яч, після чого перейшов у клуб «Поділля» з міста Хмельницький, де виступав протягом року, провів 25 матчів, в яких забив 1 м'яч, у лізі і 4 зустрічі зіграв у Кубку.
Влітку 1999 року перейшов у «Кубань», в складі якої почав грати з серпня, у тому сезоні провів 11 матчів, забив 2 м'ячі й став, разом з командою, переможцем зони «Південь» Другого дивізіону, зіграв і в обох матчах фінальної серії за право виходу в Перший дивізіон проти тольяттинскої «Лади», де за сумою двох зустрічей «Кубань» поступилася. У 2000 році зіграв 35 матчів, в яких забив 11 м'ячів, у лізі і знову став, разом з командою, переможцем зони «Південь» Другого дивізіону, знову зіграв в обох матчах фінальної серії, де цього разу «Кубань» за сумою двох зустрічей перемогла саранську «Світлотехніку» і вийшла в Перший дивізіон. Окрім цього, зіграв у тому році 4 зустрічі і забив 1 м'яч у Кубку Росії.
У сезоні 2001 року провів 16 матчів, в яких забив 6 м'ячів, у першості і 2 матчі в Кубку, разом з командою став бронзовим призером Першого дивізіону. У наступному сезоні зіграв 16 матчів, в яких забив 5 м'ячів, у лізі і 2 зустрічі в Кубку, хоча весь сезон Максиму заважала нормально грати травма п'яти, від якої він повністю відновився лише після завершення сезону. У сезоні 2003 року зіграв 40 матчів, забив 12 м'ячів (лише на 1 м'яч менше від найкращого бомбардира команди в тому році Дідьє Біанга) і став, разом з командою, срібним призером Першого дивізіону, що давало право виходу в Прем'єр-лігу. Окрім того, зіграв 4 матчі в Кубку сезону 2003/04.
У 2004 році дебютував у Прем'єр-лізі, вийшовши 13 березня в стартовому складі в матчі 1-го туру проти «Амкара». Всього в своєму останньому в «Кубані» сезоні провів 10 матчів за основу і 4 зустрічі за дублюючий склад, після чого, 30 червня, був відзаявлений, а вже 1 липня поповнив ряди клубу «Хімки», де й дограв сезон, провівши 23 матчі, в яких забив 3 mzxs, в першості і 3 матчі у Кубку Росії, в якому «Хімки» в результаті дійшли до фіналу, але вже без Максима.
На початку 2005 року був на перегляді у харківському «Металісті», якому не підійшов, і в підсумку відправився в Казахстан, де виступав у клубі «Женіс», за який зіграв 15 матчів і забив 3 м'ячі в ворота суперників, після чого повернувся назад, і в другій половині року виступав в аматорському чемпіонаті Краснодарського краю за клуб «ГНС-Спартак. У 2006 році перейшов на правах річної оренди в астраханський «Волгар-Газпром», за який зіграв у тому сезоні 42 матчі і забив 7 м'ячів у ворота суперників.
У 2007 році перейшов у Бєлгородський клуб «Салют-Енергія», в складі якого грав потім протягом двох років. У сезоні 2007 року провів 41 матч, в яких забив 7 м'ячів, в першості і 2 зустрічі, в яких забив 2 м'ячі, в Кубку. У наступному сезоні зіграв уже тільки 23 матчі, в яких забив 2 м'ячі, в лізі і 2 зустрічі, в яких забив 1 м'яч, у Кубку Росії. У ряді матчів був капітаном команди. У 2010 році знову виступав в аматорському чемпіонаті Краснодарського краю за клуб «ГНС-Спартак.
У 2015 та 2016 роках хахищав кольори аматорських українських клубів «Зміїв» та «Статус» (смт. Кегичівка). У 2017 році повернувся до Росії, де виступав в аматорському клубі «Труд» (Тихорецьк).

## Досягнення
Кубань
- Першість Футбольної Національної Ліги
  -  Срібний призер (1): 2003 (вихід у Вищій дивізіон)

## Особисте життя
До Харкова переїхав після розлучення батьків.
У 2002 році одружився.